# Čachrov (tvrz)
Čachrov je tvrz ve stejnojmenné obci v okrese Klatovy. Založena byla jako šlechtické sídlo Kanických z Čachrova ve druhé polovině čtrnáctého století. V polovině patnáctého století byla opuštěna, ale o sto let později ji obnovili a na konci šestnáctého století rozšířili o renesanční křídlo. Na počátku osmnáctého století byl u tvrze vybudován barokní zámek, který ve dvacátém století dvakrát vyhořel a v letech 1971–1972 byl zbořen. Tvrz je od roku 1964 chráněna jako kulturní památka.

## Historie

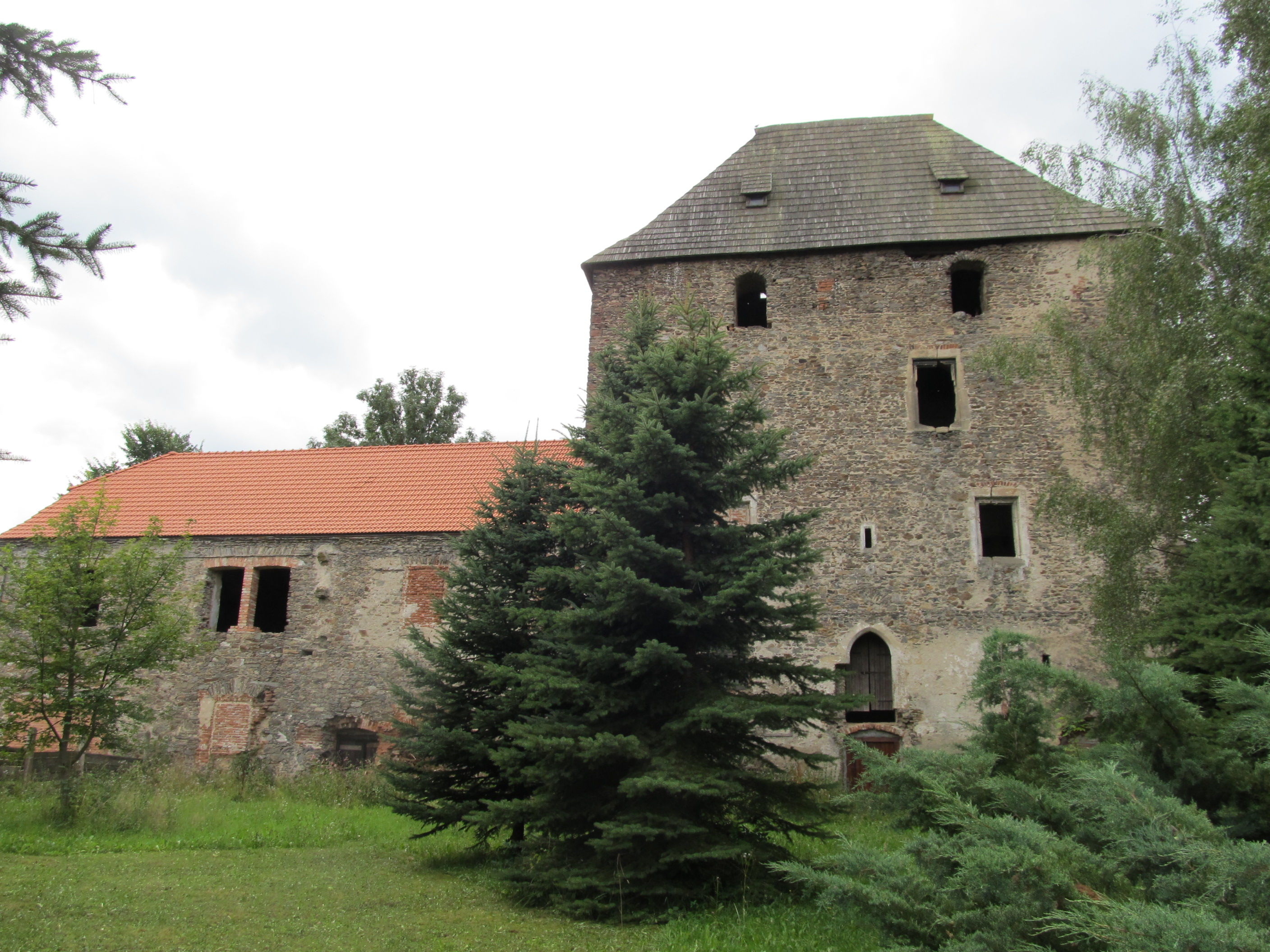
Palác s portálkem prvního patra a okny obytných místností

Čachrovskou tvrz založil v letech 1380–1390 Vilém z Čachrova, zakladatel šlechtického rodu Kanických z Čachrova. První písemná zmínka o ní pochází až z roku 1543. Vilém měl tři syny, z nichž Petr se stal kustodem a později také opatem strahovského kláštera, Racek sídlil na tvrzi v Dešenicích a nejmladšímu Jencovi patřil roku 1404 hrad Netřeb. Rackův syn Vilém z Čachrova na čachrovské tvrzi sídlil ještě v roce 1419, ale brzy poté nejspíše zemřel. Posledním příslušníkem rodu, kterému tvrz patřila, se stal Vilém z Čachrova připomínaný roku 1446.
Někdy po roce 1446 čachrovský statek koupil Děpolt z Rýzmberka a připojil jej k velhartickému panství. Nepotřebná tvrz byla opuštěna a začala chátrat. Po roce 1541 bylo velhartické panství rozděleno mezi věřitele pánů z Rožmitálu, a Čachrov připadl Janu Rendlovi z Úšavy. Po Janově smrti v roce 1566 prodaly jeho sestry čachrovský statek Janu Bohuchvalovi z Hrádku. Ten nechal tvrz, v roce 1568 označenou jako pustou, obnovit. V únoru 1595 panství zdědili Janovi synové, z nichž Jiří zemřel před rokem 1597 a zbývající čtyři si majetek rozdělili. Vilém dostal vsi Březí a Bradné, Jindřich s Mikulášem se rozdělili nejspíše o Nemilkov a samotný Čachrov zůstal Viktorinovi. Viktorin starou tvrz rozšířil o renesanční křídlo. Roku 1612 prodal městečko Čachrov s poplužním dvorem, starou a novou tvrzí a dalším majetkem své manželce Kateřině, rozené ze Šlovic, za 5 000 kop míšeňských grošů. Po Viktorínově smrti se Kateřina znovu vdala za Viléma Protivu Šofmana z Hemrlesu a později se majitelem statku stal neznámým způsobem Protivův bratr Václav Markvart Šofman z Hemrlesu. Po potlačení stavovského povstání v letech 1618–1620 se statek vrátil do vlastnictví Viléma Protivy a jeho manželky Kateřiny.
Vilém Protiva z Hemrlesu zemřel v roce 1664 a z jeho tří synů Čachrov zdědil Jiří Bohuchval z Hemrlesu. Od něj jej v roce 1685 koupil hrabě František Mikuláš z Morzinu a dalšími majiteli se stali roku 1692 Adam Humprecht Fortunat Koc z Dobrše, v roce 1695 František Eusebius Khuen z Bellasy a o dva roky později jeho bratr Jakub Ferdinand Khuen z Bellasy. Vdova Anna Kateřina nedokázala zadlužené panství udržet, a roku 1708 je proto prodala Oldřichu Benjamínu Ehrenfriedu Fruweinovi z Podolí. Nový majitel nechal ke tvrzi přistavit trojkřídlý barokní zámek, na kterém sídlil až do své smrti v roce 1739. Vdova Anna Barbora dokázala statek udržet ještě několik let, ale v roce 1747 byla nucena jej prodat za 33 650 zlatých Alžbětě Horové z Ocelovic. Po Alžbětě panství spravovaly její děti, ale později si majetek rozdělily, a roku 1767 se jediným majitelem stal Jan Hora. Ani on nedokázal dostat panství z dluhů, a v roce 1792 je proto koupil Václav Kordík a jeho syn Jan. Jejich potomkům zámek patřil až do roku 1895. Kordíkové nechali roku 1878 barokní zámek přestavět v novogotickém slohu. Při přestavbě zanikl vodní příkop.
V roce 1895 zámek koupili Friedrich a Jenny Brabcovi, kterým patřil až do konce první světové války, po které jako zadlužený připadl mostecké spořitelně. V roce 1926 jej od ní koupil František Faltys, kterému byl zabaven roku 1948. Ještě předtím však zámek v roce 1933 vyhořel, ale byl opraven a v průběhu druhé světové války jej zabrala německá nucená správa. V roce 1948 byl zámek zestátněn a o dva roky později znovu vyhořel. Jeho areál přesto v letech 1951–1978 využívalo jednotné zemědělské družstvo, které nechalo poškozené zdivo zámku strhnout. V roce 1992 areál získali zpět dědici původního majitele.

## Stavební podoba
Jádrem tvrze je věžovitý pětipodlažní palác. Jeho první dvě podlaží sloužila jen k provozním účelům. V přízemí jsou dvě místnosti přístupné z venku, každá vlastním vchodem. V prvním patře palácem vede střední chodba, po jejíchž stranách se nachází dvě místnosti osvětlené malými štěrbinovými okny. Do chodby se vcházelo po schodišti hrotitým portálkem. Stejné uspořádání má i druhé patro. Obě místnosti v něm jsou osvětleny velkým oknem, proti němuž se nachází malé štěrbinové okénko a prevét. Ve třetím patře bývala roubená komora a velká obytná místnost se dvěma okny. Tato místnost však mohla být rozdělena chodbičkou do dvou pokojů. Interiér posledního patra mohl být rozdělen na čtyři místnosti přístupné snad z vnějšího ochozu. K jihozápadní straně paláce byla na konci šestnáctého století přistavěna renesanční budova, jejíž střecha zakryla okénka roubené komory. Jednopatrový barokní zámek z osmnáctého století měl tři křídla a dvě nárožní věže.
K památkově chráněnému areálu patří kromě dochované gotické tvrze a renesančního přístavku místo, kde u severovýchodního průčelí stávala zámecká budova a park. Součástí památky je také sýpka, která stojí dále od tvrze směrem na severovýchod u hlavní silnice.